# بیک ان دونک
بیک ان دونک (به هلندی: Beek en Donk) یک منطقهٔ مسکونی در هلند است که در لاربیک واقع شده‌است. بیک ان دونک ۱۰٬۰۲۸ نفر جمعیت دارد.